# 玉山南芥
玉山南芥（学名：Arabis morrisonensis），为十字花科南芥属下的一个种。

## 扩展阅读
維基物種上的相關：玉山南芥